# Greg Gianforte
Gregory Richard Gianforte, född 17 april 1961 i San Diego i Kalifornien, är en amerikansk republikansk politiker och affärsman. Han är sedan 2021 guvernör i Montana.
Han var ledamot av USA:s representanthus mellan 2017 och 2021. Efter att ledamoten Darrell Issa lämnade sitt ämbete 2019 blev Gianforte den rikaste medlemmen av kongressen, en utmärkelse som han hade fram till utnämningen av Kelly Loeffler i januari 2020 som senator för Georgia. Han kandiderade inte för omval till representanthuset 2020 och kandiderade istället i guvernörsvalet i Montana 2020. I guvernörsvalet besegrade Gianforte demokraten Mike Cooney.
Gianforte studerade vid Stevens Institute of Technology och var därefter verksam som ingenjör och affärsman.
I maj 2017 besegrade Gianforte demokraten Rob Quist i fyllnadsvalet till USA:s representanthus där han efterträdde Ryan Zinke som hade utsetts till inrikesminister.
I juni 2017 blev han dömd till 40 timmars samhällstjänst och 20 timmars ilskehantering för misshandel efter att ha slagit ner en reporter som ställde obekväma frågor.

År 1988 gifte sig Gianforte med Susan. Paret har fyra barn tillsammans.